# Dueré
Dueré là một đô thị thuộc bang Tocantins, Brasil. Đô thị này có diện tích 3424,836 km², dân số năm 2007 là 4499 người, mật độ 1,31 người/km².